# Stenild
Stenild is een plaats in de Deense regio Noord-Jutland, gemeente Rebild. De plaats telt 203 inwoners (2008).